# Carles Guerra
Carles Guerra (Amposta, 1965) és un artista, crític d'art i curador independent català. Entre 2015 i 2020 fou el director de la Fundació Tàpies.
Els seus treballs giren al voltant dels usos que es fan de la imatge en els camps de l'educació, els mitjans de comunicació i l'art contemporani, així com sobre les polítiques culturals del postfordisme. Ha comissariat les exposicions «Art & Language in Practice» (Fundació Antoni Tàpies, 1999), «Deixar de fer una exposició. Perejaume» (MACBA, 1999) i «Després de la notícia. Documentals postmèdia» (CCCB, 2003). Ha col·laborat amb diferents revistes nacionals i internacionals i com a assessor editorial del suplement «Cultura/s» de La Vanguardia. És professor associat d'art contemporani a la Universitat Pompeu Fabra i col·labora amb el Postgrau d'Estudis de Cultura Visual a la Universitat de Barcelona, amb el Màster de Comunicació i Crítica d'Art i el Màster de Turisme de la Universitat de Girona. És professor invitat al Center for Curatorial Studies del Bard College (Nova York), a la Universitat Konstfack (Estocolm) i a l'Haute École d'Art et Média a la Universitat de Ginebra, i forma part del grup d'estudis sobre televisualitat del Media Studies Program de la New School (Nova York). Les seves produccions més recents són «Oficina per a la tematització de la joventut» (1999-2000), «N de Negri. Converses amb Toni Negri a cura de Carles Guerra» (2000) i «Allan Sekula habla con Carles Guerra» (2005). Va ser nomenat director de la Primavera Fotogràfica de Catalunya per a l'edició de l'any 2004 i l'any 2009 va guanyar el concurs per dirigir La Virreina Centre de la Imatge de Barcelona. Posteriorment va treballar com a cap de col·leccions al MACBA. Entre juliol de 2015 i gener de 2020 fou el director de la Fundació Tàpies.